# Naucalpan
Naucalpan – miasto i gmina w Meksyku, w stanie Meksyk. Graniczy w północno-zachodniej części z miastem Meksyk i jest częścią obszaru metropolitarnego miasta Meksyk, który jest drugą co do wielkości aglomeracją na świecie. Miasto i gmina są trzecimi co do wielkości w stanie Meksyk, po Ecatepec de Morelos i Nezahualcóyotl.

## Miasta partnerskie
- Calgary, Kanada
- Des Moines, Stany Zjednoczone
- Pozuelo de Alarcón, Hiszpania